# Martín García Óñez de Loyola

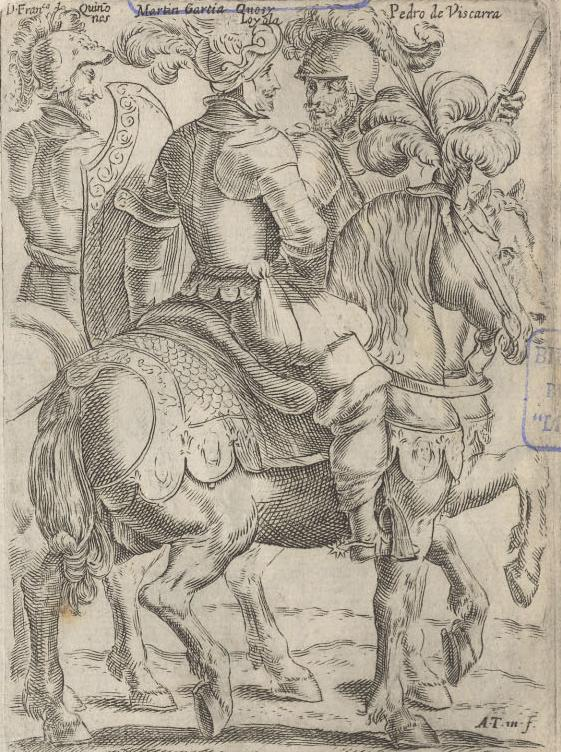
Óñez de Loyola (Mitte) neben Quiñones (links) und Viscarra (rechts)
(Darstellung von 1616)

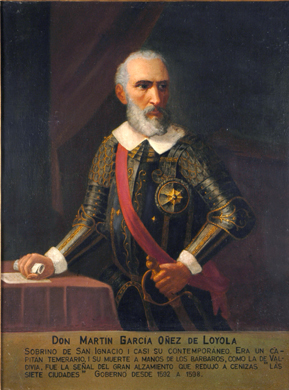
Martín García Óñez de Loyola
(Historiengemälde aus dem 19. Jahrhundert)

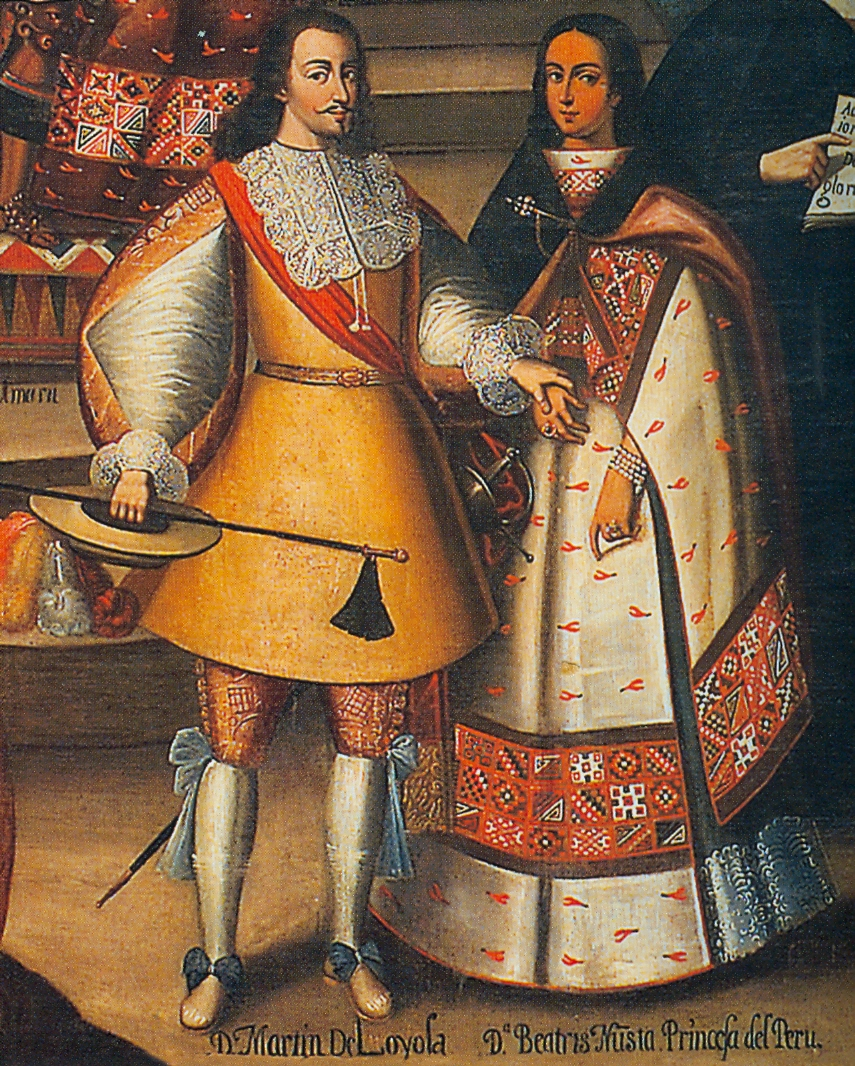
Oñez de Loyola mit Ehefrau, die Inka-Prinzessin Beatriz Clara Coya

Martín García Óñez de Loyola (* um 1549 in Azpeitia, Baskenland, Spanien; † 23. Dezember 1598
in Curalaba, Chile) war ein spanischer Adeliger, der als Gouverneur der spanischen Kolonie in Chile amtierte.

## Leben

### Herkunft
García Óñez de Loyola entstammte einer vornehmen baskischen Familie. Sein Großonkel war der später heiliggesprochene Ignatius von Loyola, er selber war Ritter des Calatrava-Ordens. Mit etwa zwanzig Jahren ging er als Hauptmann der Wache seines Onkels Francisco de Toledo nach Südamerika, als dieser zum Vizekönig von Peru berufen wurde.

### In Peru
In Peru führte er 1572 ein Kommandounternehmen an, das den Inka Túpac Amaru, den letzten nominellen Inka-Herrscher, gefangen nahm und nach Cuzco brachte, wo er hingerichtet wurde. Diese Tat brachte ihm Ruhm und Anerkennung, und er erhielt die indigene Beatriz Clara Coya, Tochter des Inka-Herrschers Sayri Túpac, zur Frau. Aufgrund von Streitigkeiten um die Frage, ob Beatriz schon verheiratet sei, konnte die Hochzeit erst Ende der 1580er Jahre stattfinden.
Nachdem er einige Jahre als Kolonialverwalter (corregidor) in Peru gewirkt hatte, bestellte ihn sein Onkel 1592 zum Gouverneur von Paraguay. Kurz vor seiner Abreise erreichte ihn in Lima die königliche Bestellungsurkunde zum Gouverneur von Chile, die König Philipp II. unterzeichnet hatte.

### Amtszeit als Gouverneur von Chile
Sein Wirken in Chile fällt mit dem Arauco-Krieg zwischen Spaniern und Mapuche zusammen. Die Spanier versuchten über lange Jahre, mit überlegenen Waffen und Pferden, aber einer sehr geringen Anzahl an Soldaten, im Bergland im kleinen Süden Chiles, die Einheimischen Indios zu unterwerfen. Óñez de Loyola brachte eine Verstärkung von 110 Mann mit, als er in Chile eintraf. Diese knapp bemessenen Truppen wurden in den Folgejahren wieder nach Peru beordert, als der Freibeuter Richard Hawkins die südamerikanischen Pazifikküsten unsicher machte. Erst 1597 erhielten die Spanier in Chile wieder militärische Unterstützung.
Auf einem Feldzug wurde Óñez am 23. Dezember 1598 mit einem kleinen Trupp Soldaten am Ufer des Lumaco-Flusses in der Nähe von Angol von angreifenden Indianern überrascht. Der Gouverneur wurde getötet, der Mapuche-Anführer Pelantaro führte den abgetrennten Kopf der Leiche Óñez de Loyolas bis 1608 als Trophäe mit sich.

## Nachkommen
Seine einzige Tochter, Ana María Lorenza de Loyola Coya,  wurde 1593 geboren. Nach dem Tod ihrer Mutter im Jahr 1600 wurde sie nach Spanien gebracht und heiratete dort den reichen und angesehenen Juan Enríquez de Borja y Almanza. König Philipp III. verlieh ihr 1641 als Erbin von Sayri Túpac die Herrschaft über das Yucay-Tal mit Teilautonomie und eigener Jurisdiktion (ein außerordentliches Privileg) sowie den Adelstitel der Marquesa de Santiago de Oropesa.